# Neotaxilana
Neotaxilana är ett släkte av insekter. Neotaxilana ingår i familjen Tropiduchidae.
Kladogram enligt Catalogue of Life:
| Neotaxilana | \| \| Neotaxilana curtirostris \| \| \| \| \| \| Neotaxilana lamabokensis \| \| \| \| \| \| Neotaxilana picturata \| \| \| \| |
|             | \| \| Neotaxilana curtirostris \| \| \| \| \| \| Neotaxilana lamabokensis \| \| \| \| \| \| Neotaxilana picturata \| \| \| \| |
|             | Neotaxilana curtirostris |
|             | |
|             | Neotaxilana lamabokensis |
|             | |
|             | Neotaxilana picturata |
|             | |